# Fondation BrightFocus
La Fondation BrightFocus (en anglais BrightFocus Foundation) est un organisme sans but lucratif basé à Clarksburg dans le Maryland. La fondation soutient et finance la recherche biomédicale sur la maladie d'Alzheimer, la dégénérescence maculaire liée à l'âge (DMLA) et le glaucome.

## Histoire
La American Health Assistance Foundation a été créée en 1973 par Janette Michaels et Eugene Michaels. L'organisme a été renommé BrightFocus Foundation en février 2013 et est dirigé par Stacy Pagos Haller qui perçoit un salaire annuel de 395 786 dollars. Le conseil d'administration comprend notamment le prix Nobel Stanley Prusiner et l'auteur Maddy Dychtwald. En 2019, la fondation a reçu 39,4 millions de dollars de dons. Depuis sa création, la Fondation BrightFocus a financé 5 056 chercheurs dans 1 532 programmes de recherche, pour un total de plus de 206 millions de dollars.

## Programmes de subvention
La Fondation BrightFocus est organisée en trois programmes de subvention, qui financent actuellement 174 projets de recherche :
- la maladie d'Alzheimer, avec actuellement quatre-vingt-quinze projets de recherche. Le programme a démarré en 1985 et a financé pour un total de 120 millions de dollars de recherche. En 2019, le programme a financé quarante-trois nouveaux projets de recherche pour 10,5 millions de dollars ;
- la dégénérescence maculaire liée à l'âge (DMLA), avec actuellement quarante-trois projets de recherche. Le programme a démarré en 1999 et a financé pour un total de 26 millions de dollars de recherche. En 2019, le programme a financé vingt nouveaux projets de recherche pour 3,1 millions de dollars ;
- le glaucome, avec actuellement 36 projets de recherche. Le programme a démarré en 1978 et a financé pour un total de 33 millions de dollars de recherche. En 2019, le programme a financé treize nouveaux projets de recherche pour 2,5 millions de dollars.

## Fonctionnement
En 2019, 78 % des dépenses ont été affectées à la recherche biomédicale et à la sensibilisation du public, 16 % aux levées de fonds et 6 % aux frais de fonctionnement. La Fondation BrightFocus est notée trois étoiles sur un maximum de quatre par l'organisme de notation des associations caritatives Charity Navigator, avec un score de 82,58/100 pour sa transparence, sa gestion et l'état de ses finances.